# لیکوآلا گراندیس
لیکوآلا گراندیس(نام علمی: Licuala grandis) نام یک گونه از تیره نخل است.